# 砂川敏文
砂川 敏文（すながわ としふみ、1948年（昭和23年）1月21日 - ）は、日本の政治家・元官僚。元北海道帯広市長（3期）。

## 経歴
香川県大川郡志度町（現・さぬき市）出身。高松高校を経て、1970年帯広畜産大学畜産学部卒業。同年、農林水産省農地局入省。その後、北海道開発局と北海道開発庁を交互に渡り歩き、北海道開発庁大臣秘書官、北海道開発局帯広開発建設部次長、北海道開発庁考査主幹等を歴任し、1997年北海道開発局官房調整官を最後に退官。その後、1998年4月の帯広市長選挙に出馬し当選。以後連続3期当選。
2010年の市長選に出馬せず引退。

## 主な業績
「環境に対する配慮と、福祉におけるユニバーサルデザインの推進」を掲げ、市の行財政改革にも着手。障害者に対する意識を変え、「人にやさしいマチづくり」を目指すとする。
- 環境管理に関する国際標準規格である「ISO14001」を取得。品質管理の「ISO9001」の取得。
- 清掃事業や道路維持業務、身寄りのない高齢者や児童の救護の施設を民営化。
- 情報公開制度の確立を目指し、「帯広市情報公開条例」を新たに制定。
- 建築士や看護士、介護福祉による専門家によるアドバイザー制度の導入と、住宅のユニバーサルデザインの改築に対する補助金の交付。
- 障害者への意識改革のために市内の全小中学校にユニバーサルデザインに基づき、エレベーターや玄関スロープ、障害者トイレを整備。また、帯広市図書館のユニバーサルデザインによる改築。
- 帯広競馬場のばんえい競馬の存続を目指すも帯広単独開催となる。

## 著書
- 佐藤克廣ほか共著『連合自治の可能性を求めて』（公人の友、2006年）